# Relações entre Rússia e Vietnã
As relações entre Rússia e Vietnã (em russo:  отношения Российско-вьетнамские; em vietnamita:  Các moi quan ele Nga-Việt) remontam formalmente a 30 de janeiro de 1950, quando a União das Repúblicas Socialistas Soviéticas estabeleceu uma embaixada no Vietnã do Norte. A Federação Russa é o principal aliado da República Socialista do Vietname.

## História

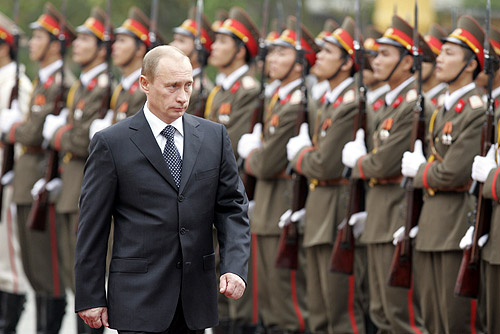
Vladimir Putin durante a cerimônia de boas-vindas oficiais ao Vietnã, 13 de fevereiro de 2006.

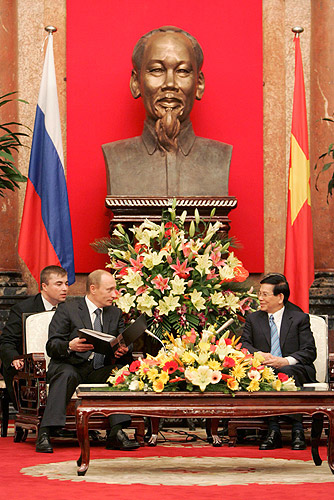
Vladimir Putin e Nguyễn Minh Triết, 10 de outubro de 2006.

Nos tempos da Guerra Fria, a União das Repúblicas Socialistas Soviéticas (URSS) era tradicionalmente um dos mais fortes aliados do Vietnã. Após a dissolução da União Soviética, em 1991, foram estabelecidas relações de amizade entre o Vietnã e a Federação Russa, principal Estado sucessor da URSS. Quase 5% da contagem oficial da população vietnamita na Rússia é composto por alunos com bolsas de estudo do governo russo. Em janeiro de 2001, para comemorar o 50º aniversário dos laços soviético-vietnamitas, o presidente da Rússia Vladimir Putin fez uma visita oficial a Hanói, onde foi recebido pelo presidente vietnamita Trần Đức Luong. O comércio bilateral totalizou 550 milhões de dólares estadunidenses em 2001; exportações russas para o Vietnã incluem máquinas e aço, enquanto o Vietnã vendeu produtos têxteis e arroz. Os dois países também mantiveram relações no sector de energia, com o empreendimento conjunto Vietsovpetro para extrair óleo cru do campo petrolífero de Bạch Ho.
Após o fim da Guerra do Vietnã em 1975, a União Soviética tornou-se principal benfeitor do Vietnã durante a década de 1980 até que o país entrou em colapso em 1991, deixando o Vietnã sem seu aliado ideológico, econômico e militar. Na retórica, o Vietnã continua a ser oficialmente um dos últimos países socialistas do mundo - bandeira comunista da foice e martelo ainda pode ser vista - mas adotou uma economia de mercado junto com o investimento asiático e ocidental nas últimas duas décadas.
Sergey Lavrov, ministro das Relações Exteriores da Rússia, visitou o Vietnã em julho de 2009. Durante a visita, Lavrov disse: "As relações entre os dois países desenvolveram positivamente" e "Estamos convencidos de que a cooperação bilateral será ao mais alto nível".

## Cooperação militar
A cooperação militar entre Rússia e Vietnã tinha caído desde a dissolução da União Soviética. A marinha soviética e russa até 2002 mantiveram presença no Vietnã na base militar construída pelos Estados Unidos na Baía de Cam Ranh, que foi entregue à Marinha da República do Vietnã e capturado pelas forças norte-vietnamitas, em 1975. Em 1987, os soviéticos expandiram a base de quatro vezes seu tamanho original. A União Soviética e Vietname negaram oficialmente a existência da base. Em 1988, o ministro das Relações Exteriores soviético Eduard Shevardnadze discutiram a opção de retirada da Baía de Cam Ranh, e a redução das forças foi efetuada em 1990.
A República Popular da China mais assertiva em suas reivindicações para a disputa das Ilhas Spratly levou o Vietnã a aprofundar gradualmente sua relação estratégica com a Índia, outro parceiro e aliado soviético e russo de longa data, e da própria Rússia. O Vietnã assinou vários contratos militares com o governo russo recentemente, envolvendo a venda de seis submarinos da classe Varshavyanka e doze novos caças polivalentes Sukhoi Su-30MK2. Além disso, o primeiro-ministro russo Dmitry Medvedev aprovou um projecto de pacto de cooperação militar russo-vietnamita para o fim de agosto 2013 formalizando a cooperação em defesa entre os dois países.
Em novembro de 2014, contra o pano de fundo de confronto diplomático intensificado entre a Rússia e o Ocidente referido por alguns como "Guerra Fria II", um acordo foi assinado pela Rússia e Vietnã que simplificou significativamente o uso da Base de Dados de Cam Ranh pela Marinha russa. Em março de 2015, este movimento, bem como da Rússia, intensificaram as atividades da Força Aérea da Rússia na região que contou com a utilização da base para reabastecer seus bombardeiros estratégicos com capacidade nuclear TU-95, envolvidos em voos "provocativos", incluindo ao redor de Guam, o lar da maior instalação aéreo-naval dos Estados Unidos, fez com que o comando militar dos Estados Unidos expressasse publicamente a sua preocupação e reconhecer a sua intervenção diplomática em relação à questão.

## Comércio bilateral e investimentos

### Energia
A "fome" por energia do Vietnã em 2008 fez aprovar o uso da energia atómica para fins civis, e a Rússia já disse que gostaria de participar do programa planejado. Khiem disse que os dois lados também reafirmou as suas relações tradicionais em outros campos, incluindo a defesa. Esse relatório veio depois que o jornal russo Kommersant disse que o Vietnã também estava prestes a assinar um contrato por seis submarinos russos, juntamente com a fragata da classe Gepard e uma produção conjunta em mísseis anti-navios, mostram que os laços militares estão crescendo novamente.
Presidente do Vietnã Triet, em uma visita a Moscou em outubro de 2008, e seu homólogo assinaram um pacto para empresas russas e vietnamitas desenvolverem campos de energia ao largo da costa do Vietnã. No sector das telecomunicações, VimpelCom da Rússia em meados de julho de 2009 anunciou o lançamento comercial no Vietnã do seu serviço móvel Beeline através GTEL-Mobile, um empreendimento conjunto com uma empresa estatal vietnamita. Lavrov foi em viagem no domingo, dia 26 de julho, para o sul da Cidade de Ho Chi Minh para atender funcionários do governo local lá.
No final dos anos 2000, a influência russa no Vietnã começou a crescer novamente, mas continua a ser muito inferior ao dos tempos soviéticos. No sábado, 25 de julho, Vietnã e Rússia assinaram um memorando de entendimento entre as respectivas agências de energia atômica, mas nenhum detalhe foi divulgado. "Cooperação em matéria de energia atômica será uma prioridade", disse Lavrov.

### Outros
Os dados preliminares do governo vietnamita mostram que as exportações para a Rússia totalizaram quase 139 milhões de dólares estadunidenses nos primeiros cinco meses de 2009, enquanto as importações foram avaliados em cerca de 525 milhões de dólares estadunidenses. Ex-inimigo do Vietnã durante a guerra, os Estados Unidos, que normalizou as relações diplomáticas em 1995, recebeu exportações vietnamitas no valor de mais de quatro mil milhões (ou bilhões) de dólares estadunidenses nos primeiros cinco meses, mostraram os dados. As importações ultrapassaram 932 milhões de dólares estadunidenses. Em 2012 o comércio entre os dois países atingiu 3,5 mil milhões (ou bilhões) de dólares estadunidenses.
Em março de 2013, Andrey Slepnev, ministro do comércio da Comunidade Econômica Eurasiática, visitou Hanói para abrir negociações sobre a possibilidade do Vietnã aderir à União Aduaneira da Bielorrússia, Cazaquistão e Rússia.

## Missões diplomáticas
| Do Vietnã - Moscou (Embaixada) - Ecaterimburgo (Consulado) - Vladivostoque (Consulado) | Da Rússia - Hanói (Embaixada) - Cidade de Ho Chi Minh (Consulado) - Da Nang (Consulado) |